# Gregorio Pueyo
Pour les articles homonymes, voir Pueyo (homonymie).
Gregorio Pueyo, né à Panticosa (Huesca, Espagne) le 25 mai 1860 et mort à Pozuelo de Alarcón (Madrid, Espagne) le 28 février 1913 , est un éditeur et libraire espagnol.
Attaché à lancer de nombreux jeunes poètes et auteurs, il a fait la promotion du mouvement moderniste, et notamment des frères Machado.
L'écrivain et dramaturge Ramón María del Valle-Inclán l'a choisi comme modèle pour créer le personnage de Zaratustra dans son esperpento Lumières de bohème.

## Biographie
Fils de María Lamenca Poma et de Domingo Pueyo Guillén, Gregorio naît le 25 mai 1860 à Panticosa (province de Huesca) et devient le benjamin de huit enfants qu'a eus ce ménage de condition modeste.
Gregorio Pueyo part chercher fortune à Madrid vers 1880. Rafael Cansinos Assens, qui a laissé quelques notes biographiques sur Pueyo, le cite : « Je ne peux pas vous donner plus de vingt balles pour ça ; veuillez bien me croire que je me sacrifie pour éditer des choses qui en fait ne se vendent pas, mais je ne peux pas l'éviter : au fond, je suis un romantique et un philanthrope. J'aimerais aider les jeunes qui se battent, parce que j'ai dû le faire moi-même et je sais ce que c'est que d'avoir faim et de dormir sur un banc du paseo del Prado. »
Eduardo Zamacois (es) évoque les débuts de Pueyo comme vendeur d'œuvres pornographiques dans sa chronique Años de miseria y de risa (« Années de misère et de rires »). Selon lui, Pueyo vendait des « photographies piquantes et des livres festifs dans les cafés agités d'alors : l'Imperial, le Continental, le Siglo. » Ce genre d'anecdotes poussent à penser que la littérature de cordel, les feuilles pornographiques, les traductions de Paul de Kock et des œuvres comme El oráculo de Napoleón (« L'Oracle de Napoléon ») et La rueda de la Fortuna (« La Roue de la fortune ») lui ont permis de lancer sa maison d'édition.
En 1923, sa veuve publiera un catalogue éditorial dans lequel il est mentionné que Gregorio ouvre une librairie vers 1881. Grâce à une publicité parue à la page 8 du no 1 (30 avril 1897) de la revue Germinal (es), on sait que cette libraire est située au no 5 de la rue Trujillos, à Madrid. 
Il déménage ensuite au no 1 de la rue de Candil vers 1898, puis au no 74 de la rue Atocha, au no 33 de la rue Carmen, pour finalement s'installer en 1905 au no 10 de la rue Mesonero Romanos,,. Il y vend des livres d'occasion et des livres neufs, ceux-ci étant exclusivement ceux qu'il éditait lui-même, afin de ne pas se faire concurrence.
Entre 1907 et 1909, il fait partie du conseil d'administration de l’Asociación de la Librería de España (« Association des libraires d'Espagne ») dont il était devenu membre en mars 1904.

### La «tertulia» de Pueyo
Près de la puerta del Sol, la librairie de Pueyo de la rue Mesonero Romanos, attirait et hébergeait pendant des années la « tertulia » réunissant notamment Eduardo Barriobero (es), Emilio Carrere (es), Felipe Sassone, Felipe Trigo et Ramón María del Valle-Inclán. À cette occasion, le peintre Juan Gris réalise l'historique « exlibris », marque de fabrique de la maison d'édition.

### Éditeur du Modernisme

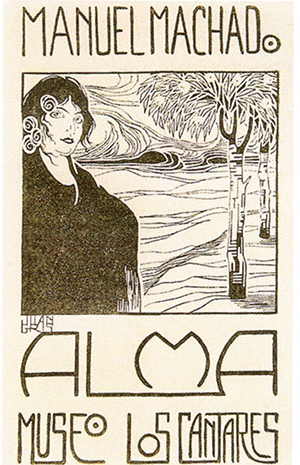
Édition de Alma. Museo. Los cantares de Manuel Machado réalisée par Pueyo avec un dessin de Juan Gris.

Les premiers tâtonnements littéraires d'auteurs espagnols tels que Francisco Villaespesa (es), Salvador Rueda, Enrique Díez Canedo (es) et même Valle-Inclán, Manuel et Antonio Machado, ou latino-américains comme Amado Nervo, José Santos Chocano et Enrique Gómez Carrillo, ont été édités par Gregorio Pueyo, qui offre ainsi de manière tout à fait philanthropique à des poètes encore inconnus et généralement obligés de financer eux-mêmes leur première publication la possibilité d'être publiés et distribués.
En 1906, il édite la première anthologie de la poésie moderniste, La Corte de los poetas. Florilegio de rimas modernas (« La Cour des poètes. Florilège de rimes modernes »), réunie par Emilio Carrere (es).
C'était un éditeur très caractériel et sentimental, ainsi qu'il dit lui-même que le plus difficile et courageux n'était pas d'éditer des auteurs inconnus mais de devoir supporter leurs haines et rivalités.
Les pertes occasionnées par la publications de ces auteurs modernistes poussent Pueyo à publier des romans érotiques et pornographiques.

### Déménagements et fin
Il déménage souvent le siège de ses librairies, essaie de les agrandir, de capter différents publics. Mais si quand il possédait une seule librairie, il survivait tout juste, en ouvrir une seconde le mène à la ruine. Il abandonne et revient à sa covacha (« taudis ») de la rue Mesonero Romanos.
Il meurt d'une tuberculose pulmonaire à 52 ans à Pozuelo de Alarcón (près de Madrid). Il laisse à l'histoire de la littérature en espagnol un catalogue de presque 250 livres. Sa femme et ses enfants ont essayé de faire perdurer la maison d'édition avec le nom de « Librería Hispano-Americana de Viuda e Hijos de Gregorio Pueyo » (« Librairie hispano-américaine des Veuve et Fils de Gregorio Pueyo »), mais les plans de construction de la Gran Vía ont comme conséquence la démolition de plusieurs édifices, dont celui de la librairie, mettant une fin définitive à l'œuvre de Gregorio Pueyo.

## Gregorio Pueyo dans la culture
La personnalité de Gregorio Pueyo et sa présence auprès de nombreux auteurs ont inspiré divers personnages ou d'inopinés hétéronymes.
Fernando Mora l'utilise dans son œuvre sous le nom d'« Argüeyo » ; Emilio Carrere (es) a lui un personnage du nom de « Gregorio Argüeyo » ; Augusto Martínez Olmedilla (es) en a un autre appelé « Redruello » ; il est « Víctor Azúa » pour Dorio de Gádex ; Benigno Varela ne s'embarrasse pas et conserve son nom, Gregorio Pueyo ; tandis que Ramón María del Valle-Inclán en fait son Zaratustra dans son esperpento Lumières de bohème.